# Energia jądrowa

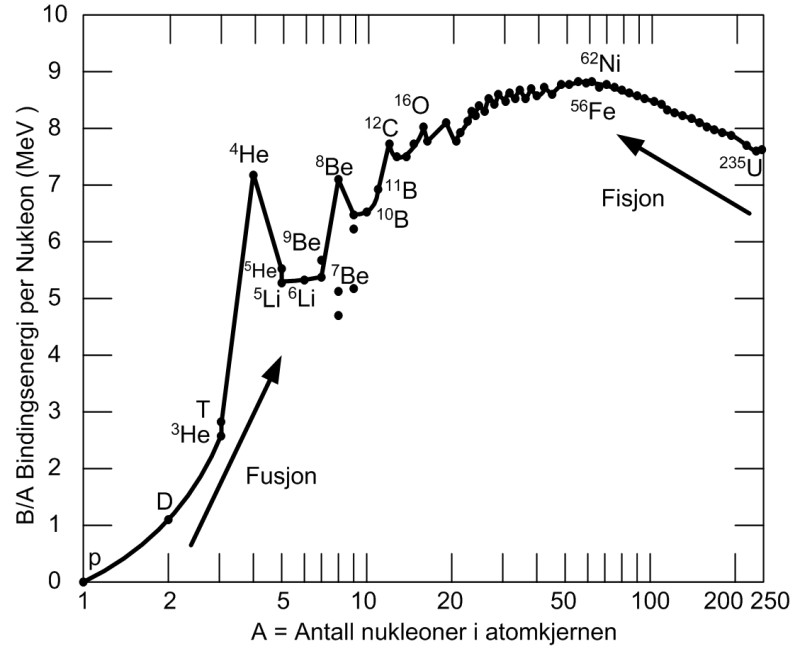
Zestawienie energii wiązania na nukleon, identyfikacja niektórych popularnych izotopów

Energia jądrowa – energia wydzielana podczas przemian jądrowych. Uwalnianie się energii podczas tych przemian związane jest z różnicami w energii wiązania poszczególnych jąder atomowych.

## Przyczyny uwalniania się energii jądrowej
Jądra żelaza (56Fe) są najbardziej stabilnymi ze wszystkich jąder, co oznacza największą energię wiązania w przeliczeniu na jeden nukleon. Jądra masywniejsze od jąder żelaza mają stopniowo coraz mniejszą energię wiązania na nukleon. Dlatego rozszczepiając ciężkie jądro na mniejsze fragmenty, uzyskuje się energię. Podobnie dzieje się podczas łączenia jąder lżejszych od jądra żelaza. Różnice w energiach wiązania i, co za tym idzie, wydzielane ilości energii są tak duże, że następuje mierzalny spadek masy produktów takich reakcji jądrowych (część masy zamienia się na energię). Zmiana masy ma miejsce również podczas endotermicznych reakcji chemicznych gwałtownego utleniania (spalania) tradycyjnych paliw, ale jest ona w tym przypadku nieporównanie mniejsza. Reakcje jądrowe w przeliczeniu na jednostkę masy są około milion razy bardziej efektywne od reakcji chemicznych.

## Energia jądrowa w naturze
Reakcja syntezy jądrowej jest głównym źródłem energii emitowanej przez ciała niebieskie. Jest ona źródłem promieniowania Słońca i innych gwiazd. Z kolei we wnętrzu Ziemi znajduje się pewna ilość pierwiastków promieniotwórczych ulegających ciągłemu rozpadowi. Energia ta, poza energią pozostałą po formowaniu się Ziemi, jest źródłem wzrostu temperatury Ziemi wraz z głębokością.

## Wykorzystanie energii jądrowej
Reakcja rozszczepienia ciężkich jąder może być kontrolowana i jest to wykorzystywane w reaktorach jądrowych (znajdujących się w elektrowniach jądrowych). Najczęściej stosowanym surowcem jest uran-235. Wytwarzana w ten sposób energia wewnętrzna jest używana do napędzania turbin generatorów elektrycznych. W 2013 około 4,5% energii zużywanej przez ludzkość, w tym prawie 11,5% energii elektrycznej było produkowanej z energii jąder atomowych. W 2014 we Francji około 75% energii elektrycznej dostarczała energetyka jądrowa (w Stanach Zjednoczonych było to około 19%).
Energia jądrowa stosowana jest również do napędzania okrętów podwodnych i lotniskowców. Służy ona też do zasilania aparatury pomiarowej sond kosmicznych (szczególnie tych, które penetrują peryferyjne obszary Układu Słonecznego).
Od lat pięćdziesiątych XX wieku trwają prace nad kontrolowanym prowadzeniem reakcji fuzji lekkich jąder atomowych. Mimo wielu prób do tej pory nie udało się zbudować instalacji pozwalającej uzyskiwać użyteczną energię w sposób ciągły i stabilny.